# Cerro de la Gloria
Pico  da Glória é um morro (cerro) próximo a cidade argentina de Mendoza, quase na divisa com o Chile. Seu nome original, “Monte Pilar” (Cerro del Pilar) foi transformado no atual  por decreto do poder Executivo no dia 30 de janeiro de 1913.  Sobre o monte há um monumento com o mesmo nome -  Morro da Glória -  em homenagem à vitória do exército do general José de San Martin, que atravessou a cordilheira dos Andes entre os dias 12 de janeiro e 8 de fevereiro de 1817, para vencer  tropas espanholas que resistiam à independência Argentina. Vencendo os espanhóis, San Martin acabou promovendo a independência do Peru e do Chile, mas, os revolucionários,  cuja liderança era disputada entre Montevidéu e Buenos Aires, acabou perdendo  o Alto Peru, atual Bolívia e a Banda Oriental, atual Uruguai, este último
```
  Pode-se chegar ao topo do monte  de automóvel ou através de trilhas para pedestres, onde há,  inclusive, acesso para  cadeiras de rodas. Existem caminhos diferentes e pavimentados e cheios de mirantes tanto para quem sobe quanto para quem desce do morro. A metros do monumento à Travessia dos Andes há  banheiros, um posto policial e  um estacionamento para até 40 automóveis.
    Numa de suas encostas se encontra o Zoológico de Mendoza e próximo a ele,  o Centro Regional de Investigações Científicas e Tecnológicas, o “CRICYT”, o colégio universitário Departamento de Aplicação Docente, o DAD, o Liceu Agrícola e Enológico Domingo Faustino Sarmiento e o estádio Malvinas Argentinas, uma das sedes da 
Copa do Mundo de 1978
 e onde  o  Godoy Cruz, clube da primeira divisão argentina, mandou seus jogos da Taça Libertadores da América em 2011.
 Obra do escultor uruguaio Juan Manuel Ferrari, foi inaugurado no dia 12 de fevereiro de 1914, durante o  97º aniversário da batalha de Chacabuco, a batalha decisiva na guerra pela Independência do Chile.  A base do monumento é feita de rochas e sobre ela foram postas  as esculturas de bronze que Ferrari produziu em Buenos Aires. O monumento ao Exército dos Andes do Pico da Glória é muito conhecido entre os argentinos, uma vez que uma reprodução de sua imagem está impressa nas notas de cinco pesos.
```